# Надия
На́дия (англ. Nadia district, бенг. নদিয়া জেলা) — округ в индийском штате Западная Бенгалия. На севере граничит с округом Муршидабад, на западе — с округами Бардхаман и Хугли, на юге с округом Северные 24 парганы и на востоке с Бангладеш. Крупнейший город округа и его административный центр — Кришнанагар.
На территории округа расположен город Навадвип, который царь династии Сена, Лакшмана Сена (правивший Бенгалией в период с 1179 по 1206 год) сделал своей столицей. В 1202 году Навадвипа была захвачена исламским афганским полководцем Бакхтияром Кхилджи, который, хотя и одержал победу над Лакшманом Сеной, не смог установить контроль над Бенгалией.
Правители династии Сена были индусами и покровительствовали литературе, искусству и зодчеству. В течение более чем пяти столетий, Надия была крупным центром учёности, образования и культуры, а город Навадвипа получил известность как «бенгальский Оксфорд». В одном из пригородов Навадвипа, Маяпуре, родился и вырос основоположник гаудия-вайшнавизма Чайтанья Махапрабху (1486—1534). Основанная им традиция получила известность как бенгальский вайшнавизм и распространилась по всей Восточной и части Северной Индии, а во второй половине XX века и по всему миру, благодаря проповеди Бхактиведанты Свами Прабхупады и основанной им индуистской вайшнавской организации «Международное общество сознания Кришны». Со времён Чайтаньи, Навадвипа и другие места в округе Надия являются важными местами паломничества для кришнаитов. С середины 1970-х годов, в Маяпуре находится мировая штаб-квартира Международного общества сознания Кришны.
Основные города округа: Навадвип, Техатта, Чакдаха, Пхулия, Каримпур, Бирнагар, Кришнанагар, Кшидирпур и др.